# Glen Donegal
Glen Donegal (sinh ngày 20 tháng 6 năm 1969 ở Northampton, Anh) là một cựu cầu thủ bóng đá thi đấu ở Football League cho Maidstone United và Northampton Town.